# Tā moko

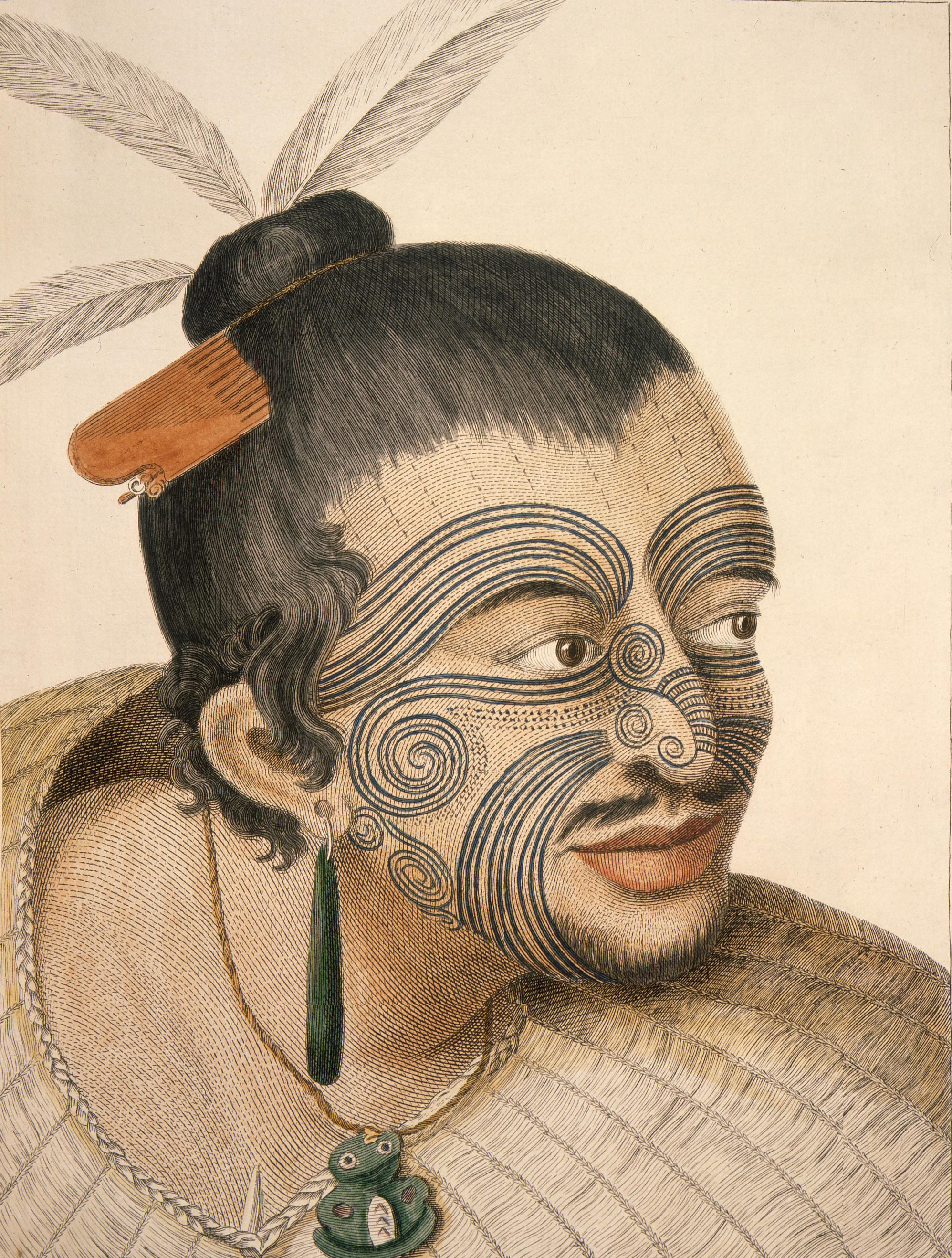
Boceto de un jefe maorí por Sydney Parkinson (1784)

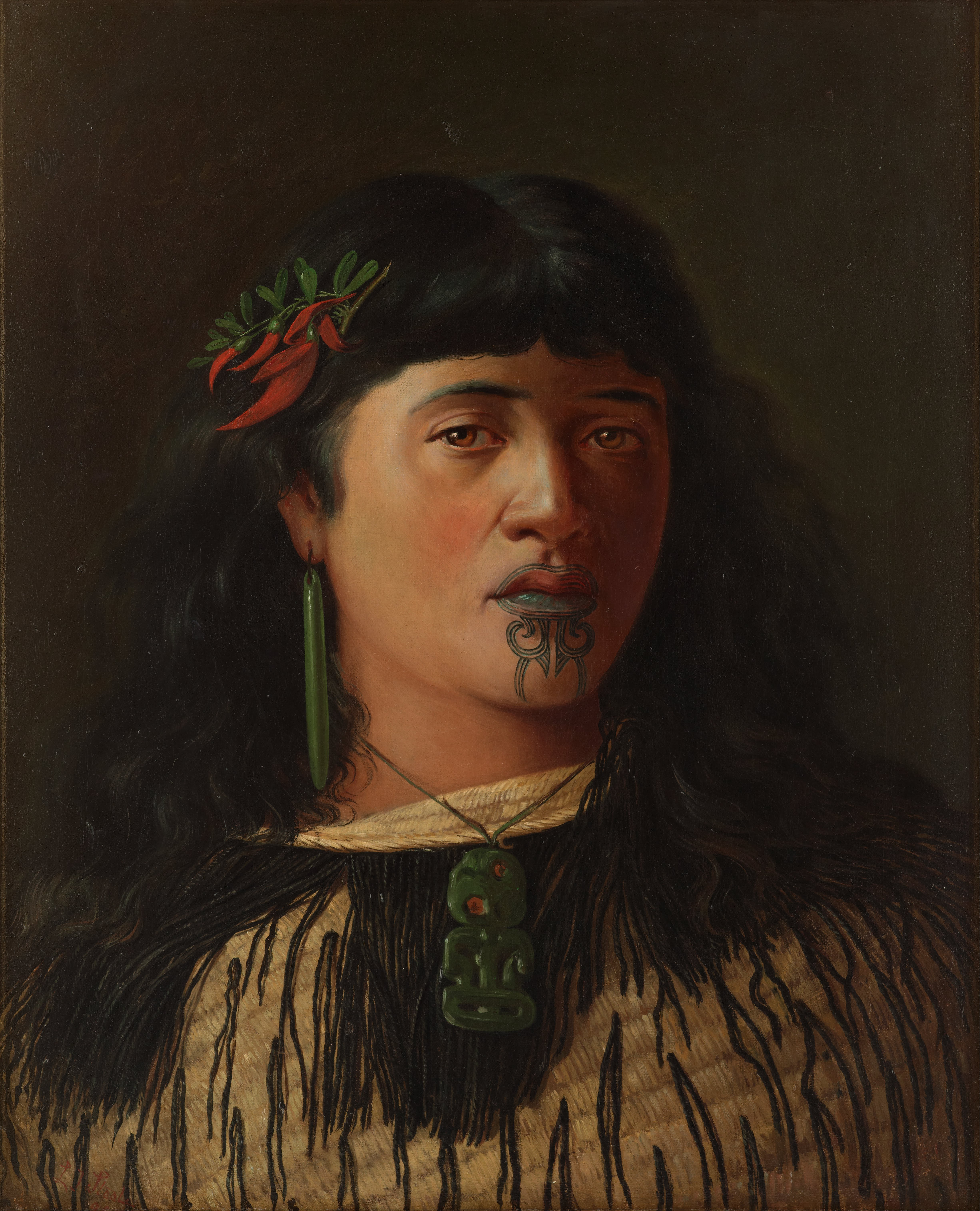
"Retrato de una joven maorí con moko", por Louis John Steele (1891)

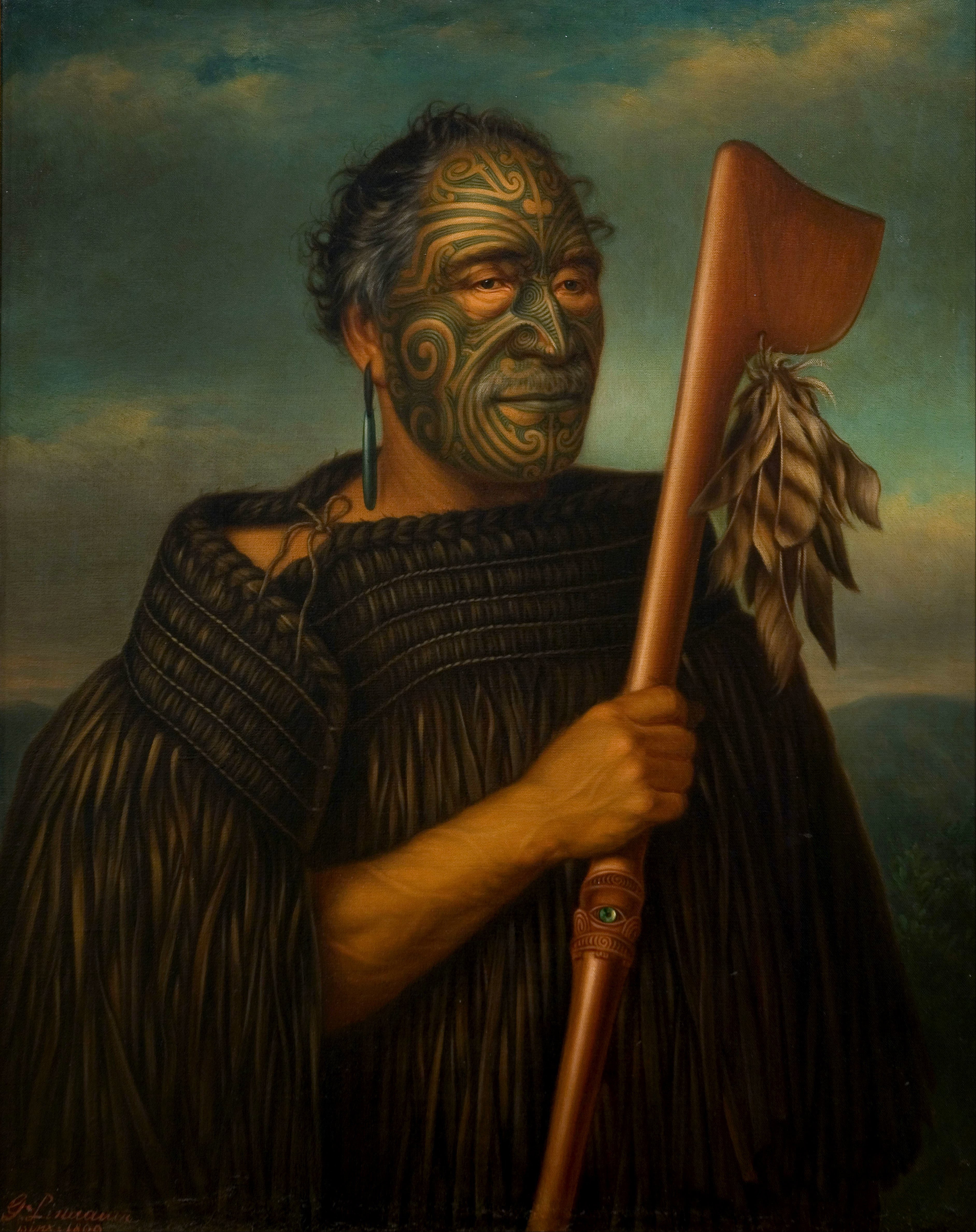
Retrato de Tāmati Wāka Nene por Gottfried Lindauer (1890)

Tā moko es la marca permanente de la cara y el cuerpo que practican tradicionalmente los maoríes, los pueblos indígenas de Nueva Zelanda . 
El capitán James Cook escribió en 1769: 

The marks in general are spirals drawn with great nicety and even elegance. One side corresponds with the other. The marks on the body resemble foliage in old chased ornaments, convolutions of filigree work, but in these they have such a luxury of forms that of a hundred which at first appeared exactly the same no two were formed alike on close examination.
Las marcas en general son espirales dibujadas con gran amabilidad e incluso elegancia. Un lado corresponde con el otro. Las marcas en el cuerpo se asemejan al follaje en viejos adornos perseguidos, convoluciones de trabajo de filigrana, pero en estos tienen tal lujo de formas que de cien que al principio parecían exactamente iguales, no se formaron dos iguales en un examen minucioso.

Tohunga-tā-moko (tatuadores) eran considerados tapu, o inviolables y sagrados.

## Antecedentes
Su origen proviene de la primera patria maorí, la Polinesia oriental, siendo los instrumentos y métodos empleados similares a los utilizados en otras partes de Polinesia. Antes de la llegada de los europeos (antes de finales del siglo XVIII), muchos, sino la mayoría de las personas de alto rango, eran marcados con el moko. En el caso de que se fueran de la isla sin ellos, eran vistos como personas de bajo estatus social. 
La recepción del moko era un hito importante entre la niñez y la edad adulta, siendo acompañado por muchos rituales. Se debe saber que el pueblo maorí es muy creyente, dando las gracias a sus Dioses por ofrecerles lo que tienen. Además de indicar el estado y rango, otra de las razones por la que era tatuado un Ta moko, era para parecer una persona más atractiva al sexo opuesto. De este modo, los hombres solían tatuar su cara, nalgas (raperape en maorí) y los muslos (puhoro en maorí). Las mujeres, por lo general, solían marcar sus labios (kauae) y barbillas. El resto de zonas donde solían verse estos dibujos era en las frentes de las mujeres, las nalgas, los muslos, el cuello y la espalda. En cuanto a los hombres, lo habitual sería en la espalda, el vientre y las pantorrillas.
Históricamente, el moko era distinto del tatuaje, ya que la piel estaba tallada por uhi (cinceles), no perforada; esto dejaba la piel con surcos en lugar de una superficie lisa.

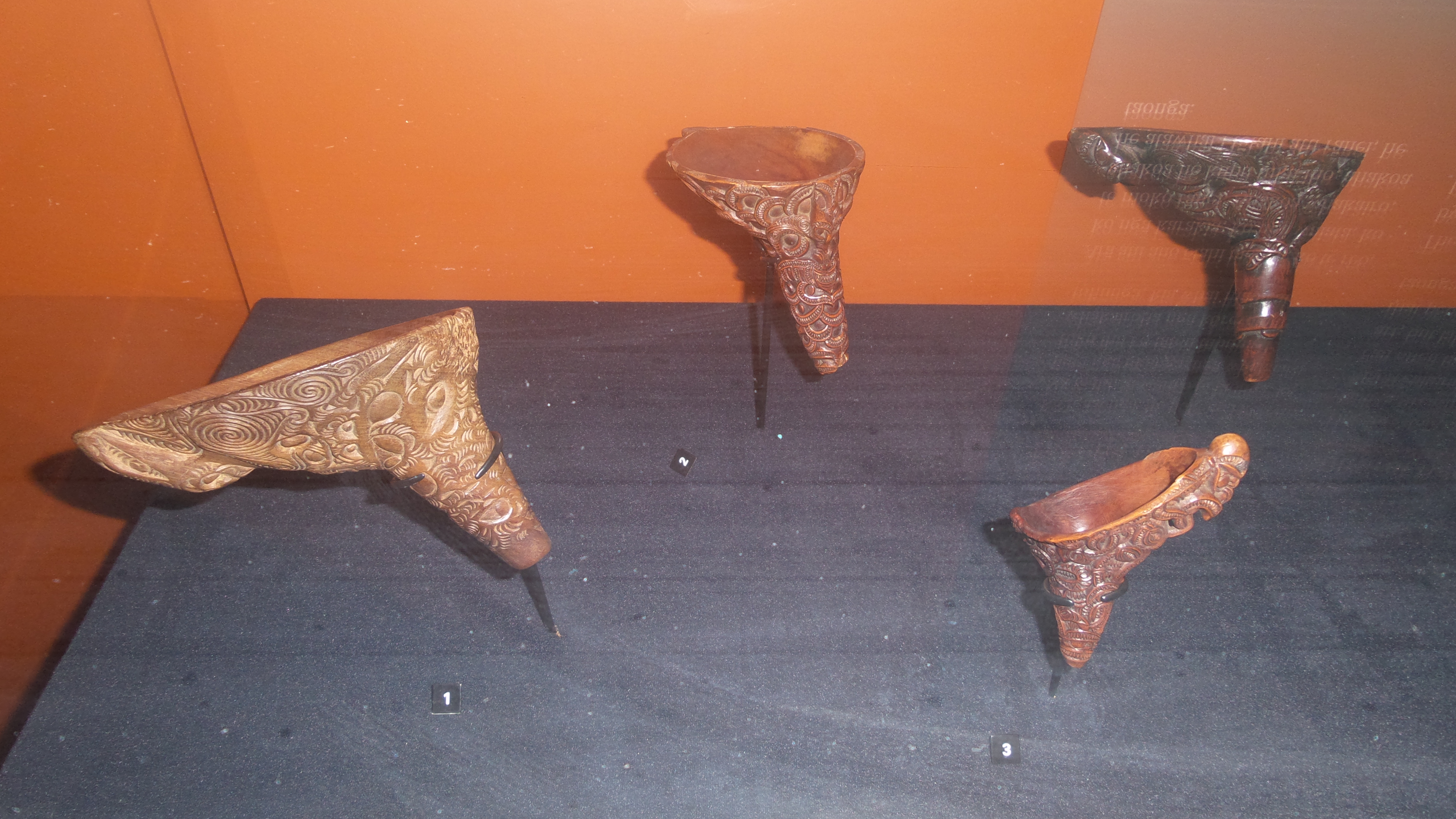
Una colección de korere}} (embudos de alimentación)

## Instrumentos utilizados
Originalmente tohunga-tā-moko  (especialistas en moko) utilizaron una gama de uhi  (cinceles) hechos de hueso de albatros que se introdujeron en un mango y se golpearon con un mazo. Los pigmentos fueron hechos del awheto  para el color del cuerpo y ngarehu  (maderas quemadas) para el color de la cara más negro. El hollín de la goma de Kauri quemada también se mezcló con grasa para hacer pigmento. El pigmento se almacenó en recipientes adornados llamados oko , que a menudo fueron enterrados cuando no estaban en uso. El oko ha sido heredados por sucesivas generaciones. El kōrere (embudo de alimentación) se cree que se utilizó para alimentar a hombres cuyas bocas se habían hinchado al recibir tā moko.
Los hombres eran predominantemente los especialistas en tā moko, aunque King registra a varias mujeres a principios del siglo XX que también se dedicaron a la práctica. También existe el notable relato de una mujer prisionera de guerra en la década de 1830 que fue vista poniendo moko en la espalda de la esposa de un jefe.

## Cambios

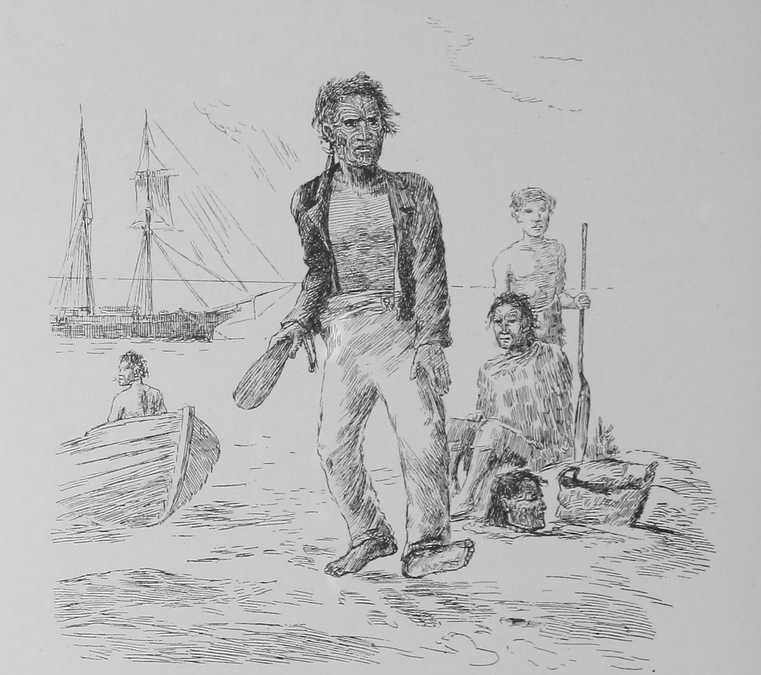
Hombres con tatuajes en la cara, Moko o Tatuaje Maorí, Mokomokai, Cabezas reducidas

La práctica de pākehā de recolectar y comerciar mokomokai (cabezas tatuadas) cambió la dinámica de tā moko en el período colonial temprano. King (ver abajo) habla sobre los cambios que evolucionaron a fines del siglo XIX cuando las agujas llegaron a reemplazar al uhi como herramientas principales. Este era un método más rápido, menos propenso a posibles riesgos para la salud, pero la sensación del tā moko cambió a suave. Tā moko en hombres se detuvo alrededor de la década de 1860 en línea con el cambio de moda y la aceptación de Pākehā .
Las mujeres continuaron recibiendo moko a principios del siglo XX, y el historiador Michael King a principios de la década de 1970 entrevistando a más de 70 mujeres mayores a quienes se les habría dado el moko antes de la Ley de represión de Tohunga de 1907. Tradicionalmente, las mujeres solo estaban tatuadas en los labios, alrededor de la barbilla y, a veces, en las fosas nasales.

## Tā moko en la actualidad
Desde 1990 ha habido un resurgimiento en la práctica del tā moko tanto para hombres como para mujeres, como un signo de identidad cultural y un reflejo del renacimiento general del idioma y la cultura. La mayoría de los tā moko que se aplican hoy en día se hacen usando una máquina de tatuaje, pero también se ha reactivado el uso de uhi (cinceles). Las mujeres también se han involucrado más como profesionales, como Christine Harvey de los Chathams, Henriata Nicholas en Rotorua y Julie Kipá en Whakatane.
Te Uhi a Mataorase estableció en 2000 "para preservar, mejorar y desarrollar tā moko como una forma de arte viva".

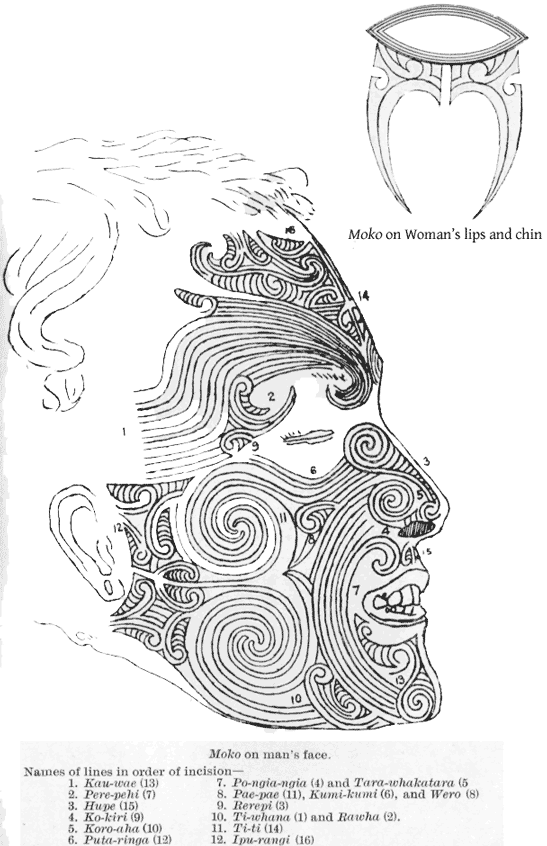
Māori moko de una publicación de 1908
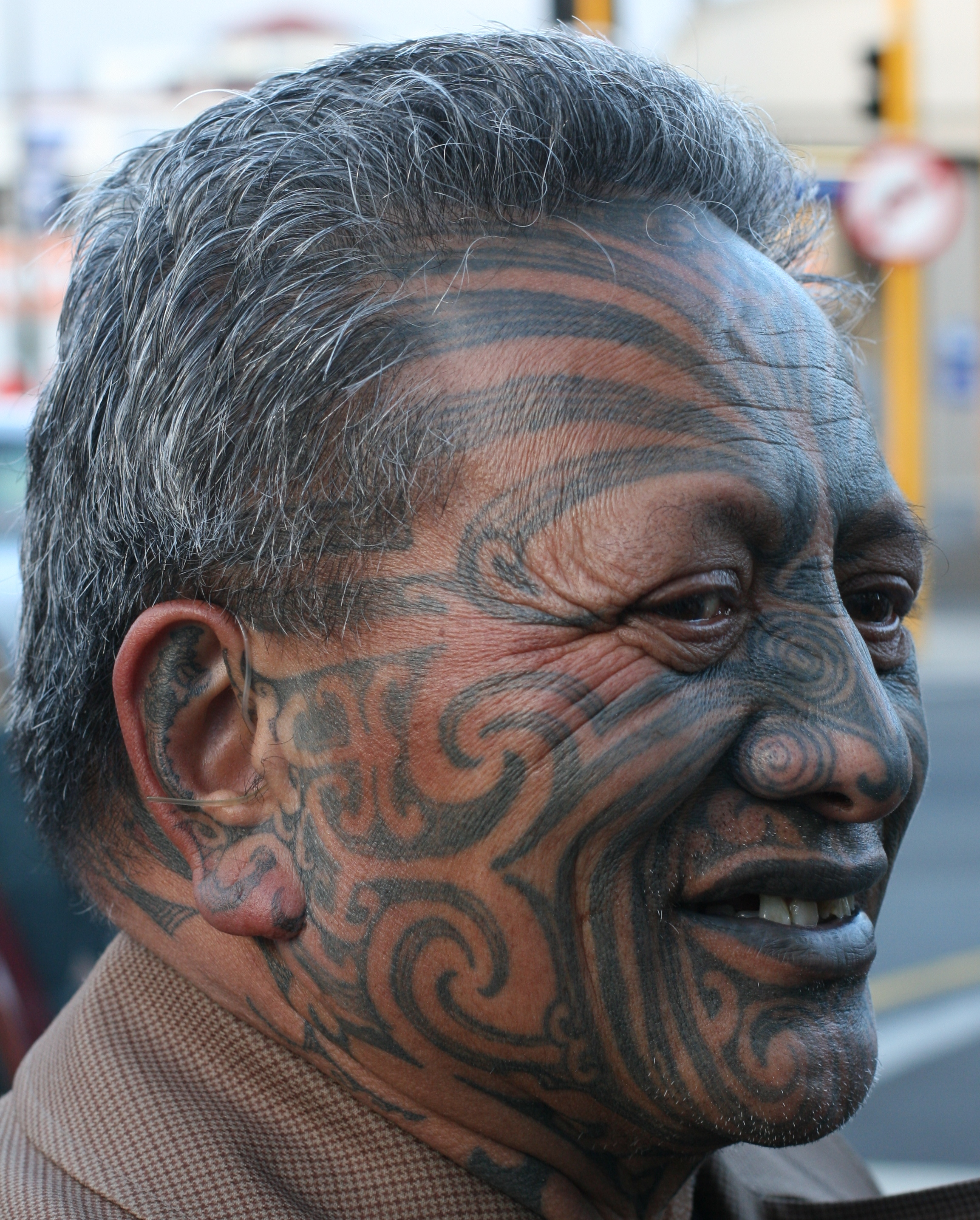
Activista de Tūhoe Tame Iti
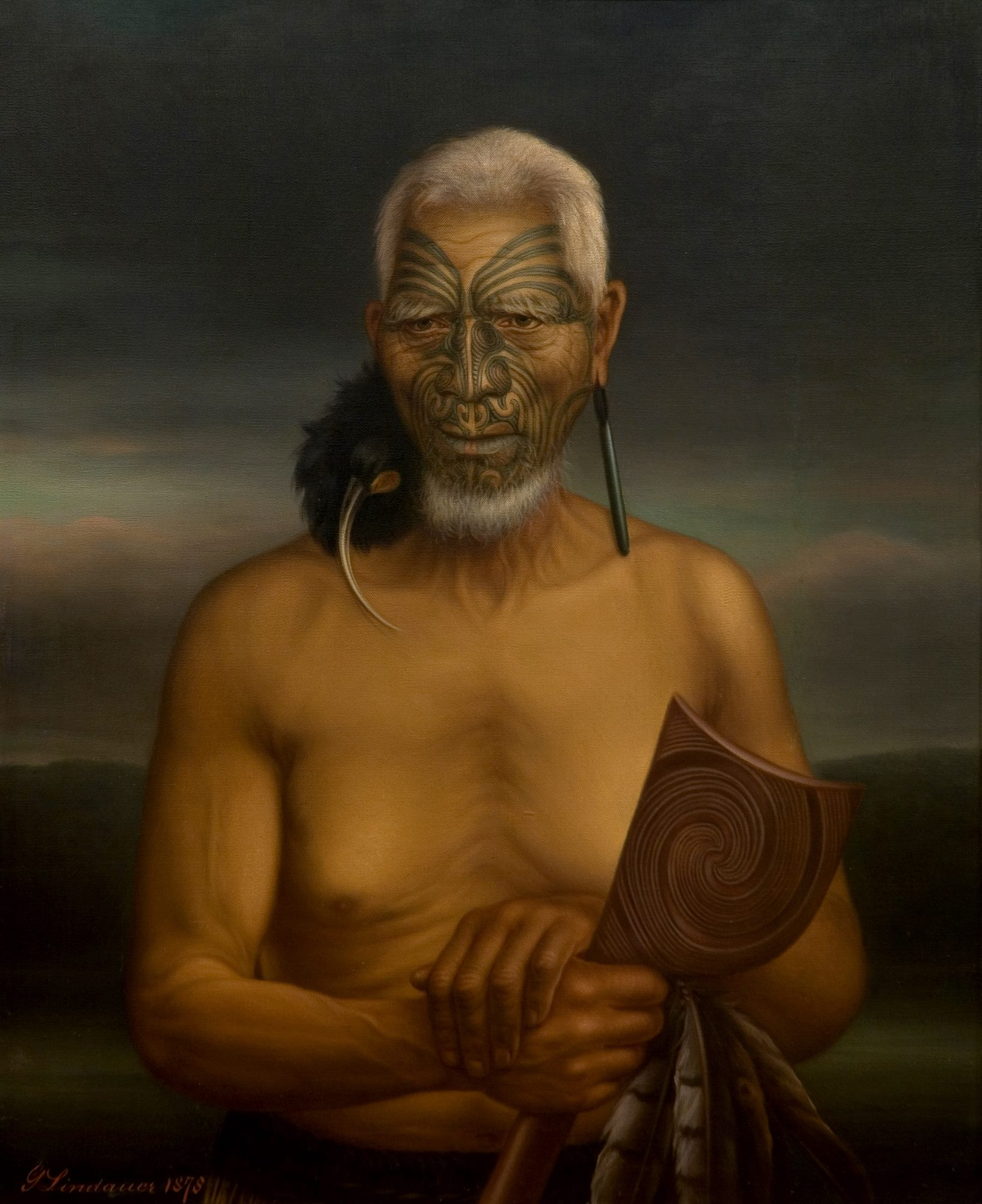
Tukukino Te Ahiātaewa  ( Ngāti Tamaterā )
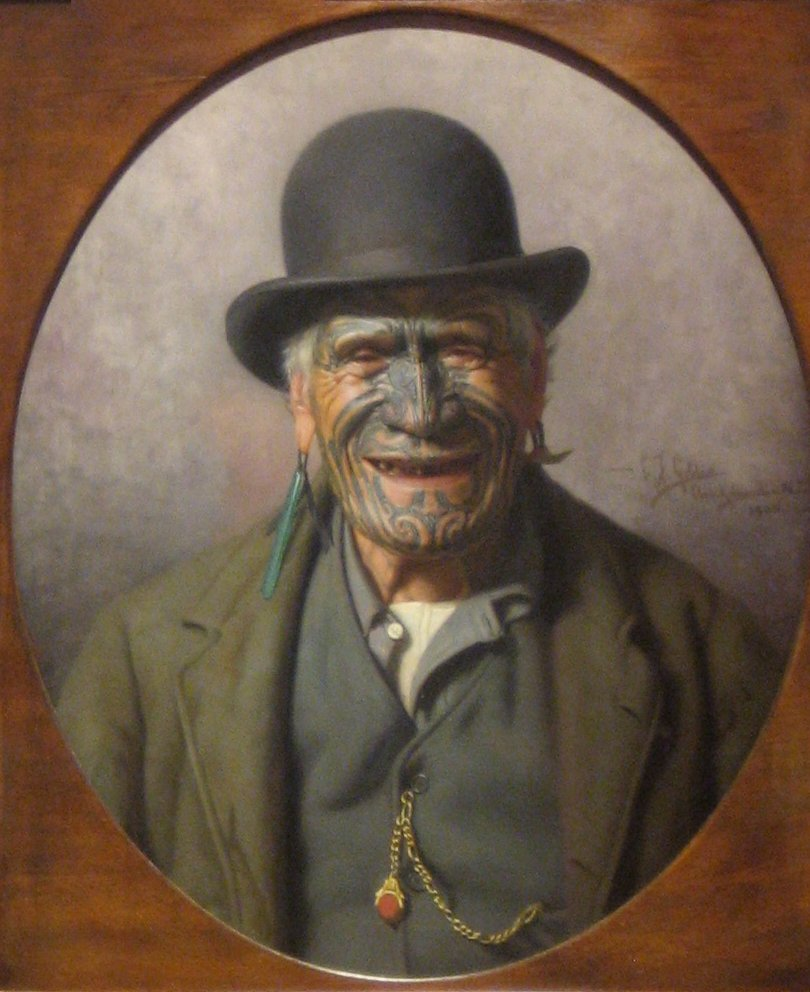
Te Aho-o-te-rangi Wharepu  ( Ngāti Mahuta )

 Una gran proporción de neozelandeses ahora tiene tatuajes de algún tipo, y hay "una aceptación creciente ... como un medio de expresión cultural e individual".

### Uso por no maoríes
Los europeos conocían a tā moko en el momento del Primer viaje de James Cook, y los primeros visitantes maoríes a Europa, como Moehanga en 1805, luego Hongi Hika en 1820 y Te Pēhi Kupe en 1826, todos tenía moko de cara completa , al igual que varios "Pākehā Māori" como Barnet Burns. Sin embargo, hasta hace relativamente poco, el arte tuvo poco impacto global. 
El uso de tā moko por personas que no son maoríes puede considerarse apropiación cultural, y los usos de alto perfil de los diseños maoríes de Robbie Williams, Ben Harper y un desfile de modas de Jean-Paul Gaultier en 2007 fueron controvertidos.
Para conciliar la demanda de diseños maoríes de una manera culturalmente sensible, el grupo Te Uhi a Mataora promueve el uso del término 'kirituhi', que ahora ha ganado una gran aceptación:

...Kirituhi se traduce literalmente como "piel dibujada". A diferencia de Moko, que requiere un proceso de consentimientos, genealogía e información histórica, Kirituhi es simplemente un diseño con sabor maorí que se puede aplicar en cualquier lugar, por cualquier motivo y en cualquier persona...